# FN:s Parisprinciper
FN:s Parisprinciper började utarbetas 1991 och antogs av FN:s generalförsamling den 20 december 1993 (Resolution 48/134). I principerna fastslås vilka övergripande principer som bör styra de nationella institutionernas arbete med att främja respekten för mänskliga rättigheter.
FN:s Högkommissarie för mänskliga rättigheter har en särskild hemsida för nationella institutioner för mänskliga rättigheter. Där finns även en internationell kommitté som koordinerar nationella institutioner för mänskliga rättigheter, International Coordinating Committee of National Institutions for the Protection and Promotion of Human rights, ICC.

## Inrättande
Det är för det första viktigt hur en nationell institution för mänskliga rättigheter inrättas. Processen med att etablera institutionen ska vara inkluderande, konsultativ och transparent. Den ska ledas av regeringen och involvera relevanta delar av civilsamhället och andra nyckelaktörer i staten. Processen ska inkludera institutionens mandat och kompetens, dess funktion och sammansättning. Därtill ska den handla om ledamöternas i (styrelsen för) institutionens kompetens och sättet på vilket de utses behandlas. I den mån det är möjligt ska institutionen för mänskliga rättigheter ha ett brett parlamentariskt stöd.
Parisprinciperna anger vilka befogenheter och vilket ansvar institutionen ska ha. Där regleras också dess sammansättning och garantier för oberoende och mångfald bland ledamöterna. Dess arbetsmetoder och dess rättsliga status ingår också.

## Befogenheter och ansvar (artikel 1-3)
- De nationella institutionerna ska ha lagstadgad befogenhet att främja och skydda mänskliga rättigheter.
- Den ska ha ett så brett uppdrag som möjligt.
- Den ska ha ett uppdrag som är tydligt formulerat i landets grundlag eller i annan lagstiftning där också sammansättning och befogenhet anges närmare.
- Den nationella institutionen ska ha följande uppgifter:
  - på uppdrag från annan myndighet eller på eget initiativ kunna lämna synpunkter, rekommendationer, förslag och rapporter till regeringen, riksdagen eller annat organ på alla områden som berör främjandet och skyddandet av mänskliga rättigheter;
  - granska lagar, förordningar och andra regler samt propositioner och andra förslag och när det bedöms lämpligt lämna förslag på ändringar så att dessa överensstämmer med de grundläggande principerna om mänskliga rättigheter;
  - själv kunna besluta vilka kränkningar av de mänskliga rättigheterna den avser att ta upp;
  - kunna ta fram rapporter om situationen i landet när det gäller de mänskliga rättigheterna;
  - uppmärksamma regeringen på situationer där mänskliga rättigheter kränks och om nödvändigt kunna uttrycka synpunkter på förslag och reaktioner från regeringen;
  - uppmuntra till ratificering av dessa instrument och säkerställa genomförandet av dessa;
  - bidra till de rapporter som landet ska lämna till FN:s övervakningskommittéer och göra oberoende uttalanden med anledning av detta;
  - kunna samarbeta med olika organ inom FN-systemet, regionala institutioner och nationella institutioner i andra länder;
  - bistå i utarbetandet av program för utbildning och forskning om mänskliga rättigheter och medverka i genomförandet av dessa på skolor och universitet samt bland yrkesverksamma;
  - ge publicitet åt de mänskliga rättigheterna och åt åtgärder för att bekämpa alla former av diskriminering (särskilt rasdiskriminering) genom att öka allmänhetens medvetande, särskilt genom information, utbildning och massmedia.

## Sammansättning och garantier för oberoende och mångfald
Institutionen ska ha en bred sammansättning. Den bör bestå av företrädare för frivilligorganisationer, olika filosofiska och religiösa inriktningar, universitet och experter, riksdagen och regeringskansliet (i rådgivande funktion).
Den ska finansieras på ett sådant sätt att arbetet underlättas och så att personal och lokaler finns efter de behov som institutionen har för att kunna genomföra sitt arbete. Så långt som möjligt ska institutionens oberoende garanteras i finansiellt hänseende.

## Arbetsmetoder
- Institutionen bör själv kunna ta ställning i alla frågor som ryms inom ramen för dess befogenheter.
- Den bör kunna höra vilka personer som helst och samla in information och rapporter som är nödvändiga för att kunna analysera situationer som faller inom kompetensområdet.
- Den bör kunna rikta sig till allmänheten direkt eller genom massmedier framför allt för att publicera sina åsikter och rekommendationer.
- Den bör vid behov kunna tillsätta arbetsgrupper och inrätta lokala eller regionala sektioner för att bistå institutionen att fullgöra sina uppgifter.
- Den bör upprätthålla samråd med andra organ med ansvar för främjande och skyddande av mänskliga rättigheter (särskilt ombudsmän och liknande institutioner).
- Den bör utveckla kontakter med frivilligorganisationer som arbetar med främjande och utvecklande av mänskliga rättigheter, ekonomisk och social utveckling, bekämpande av rasism och skyddande av särskilt utsatta grupper.

## Den rättsliga statusen
En nationell institution för mänskliga rättigheter kan ges rätt att höra och beakta individuella klagomål som berör individuella ärenden. Anmälningar ska då kunna lämnas in av enskilda, deras företrädare, tredje part, frivilligorganisationer, fackföreningar eller andra organisationer som företräder enskilda. I sådana ärenden kan uppdraget baseras på följande principer:
- försöka nå en frivillig överenskommelse genom förlikning eller genom bindande beslut, om lagen tillåter det;
- informera den som gjort anmälan om dennas rättigheter, särskilt möjligheten till rättsmedel/kompensation och underlätta tillgängligheten till sådana;
- utreda klagomål eller inom ramen för lagen förmedla dem till annan myndighet med befogenhet inom området;
- ge rekommendationer till andra myndigheter, särskilt genom att föreslå tillägg eller ändringar av lagar föreskrifter och förvaltningspraxis, särskilt om dessa har skapat svårigheter för människor som har gjort anmälningar när de åberopat sina rättigheter.

### Fotnoter
1. ↑  ”NHRI Main”. http://www.ohchr.org/en/countries/nhri/pages/nhrimain.aspx. Läst 13 oktober 2014.
2. ↑  ”International Coordinating Committee of National Institutions for the Protection and Promotion of Human rights”. Arkiverad från originalet den 20 augusti 2019. https://web.archive.org/web/20190820092713/https://nhri.ohchr.org/EN/Pages/default.aspx. Läst 13 oktober 2014.
3. ↑   Brian Burdekin and Jason Naum, National Human Rights Institutions in the Asia-Pacific Region. Raoul Wallenberg Institute Human Rights Library. Martinus Nijhoff Publishers. 2007. S. 13.
4. ↑   Burdekin och Naum. S. 14.
5. ↑  Följande information är hämtad från Parisprinciperna med stöd av översättningen av principerna i SOU 2009:36. Främja,Skydda, Övervaka - FN:s konvention om rättigheter för personer med funktionsnedsättning. Delbetänkande från Delegationen för mänskliga rättigheter i Sverige. SOU 2009:36. S. 60-64.